# 400-ті до н. е.

## Події
- 404 року до н. е. — закінчилась Пелопоннеська війна
- Царем Македонії був Архелай Македонський.
- 401 року до н. е поразкою в битві при Кунаксі завершилося повстання Кіра Молодшого в Персії.

## Народились
- близько 408, Антіфан - давньогрецький поет.
- близько 402, Фокіон Афінський - афінський державний і військовий діяч.

## Померли
- 406 чи 405, Софокл - давньогрецький драматург.
- близько 405, Еврипід - давньогрецький драматург.
- 404, Алківіад - афінський політик.

## Діяльність
- Арістофан - давньогрецький поет і драматург.
- Сократ - давньогрецький філософ.
- Платон - давньогрецький філософ.